# 梅花園駅
梅花園駅（ばいかえんえき）は、中華人民共和国広東省広州市白雲区広州大道北梅花園段に位置する広州地下鉄3号線の駅。

## 利用可能な鉄道路線
広州地下鉄
■3号線

## 駅構造
| 地下1階 | コンコース                 | 改札口、自動券売機、サービスセンター、駅商店、駅警備室、セキュリティ |  |
| 地下2階 | 設備フロア                 | 駅設備                                                               |  |
| 地下3階 | 1番線                      | 3号線 燕塘へ（海傍方面）                                             |  |
|         | 島式ホーム、左側の扉が開く |                                                                      |  |
|         | 2番線                      | 3号線 京渓南方医院へ（機場北方面）                                   |  |

## 駅周辺
- 怡新花園

## 歴史
- 2010年10月30日 - 開業。

## 隣の駅
広州地下鉄
■3号線
京渓南方医院駅 321 - 梅花園駅 320 - 燕塘駅 319